# Bistum Selsey
Das Bistum Selsey (lat.: Dioecesis Saelesiensis) war eine im heutigen Vereinigten Königreich gelegene römisch-katholische Diözese mit Sitz in Selsey.

## Geschichte

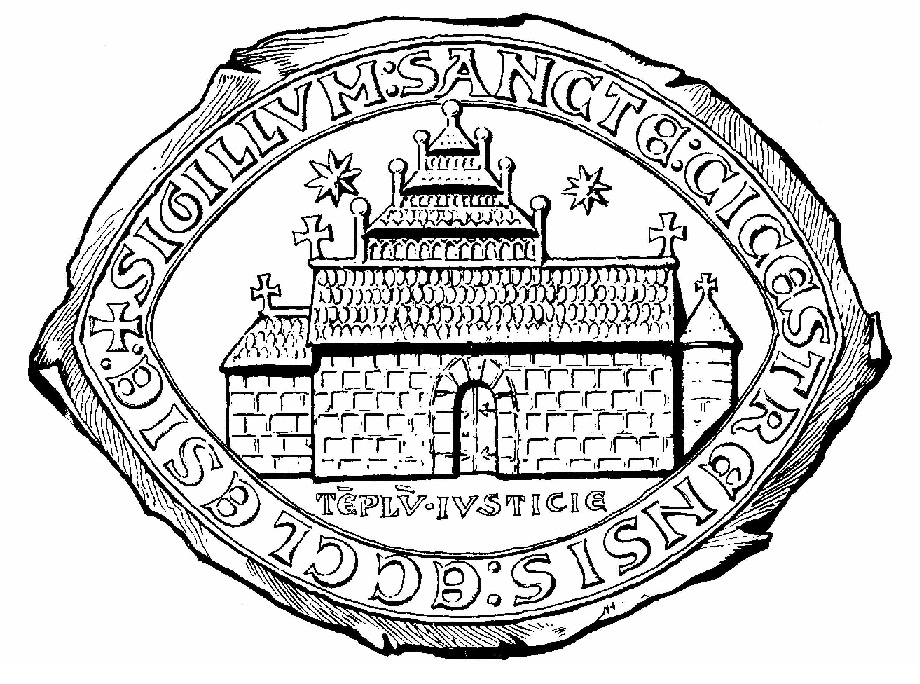
Siegel mit Abbild der Kathedrale in Selsey

Das Bistum Selsey wurde im Jahre 681 errichtet. Erster Bischof des Bistums Selsey wurde Wilfrid. Zur gleichen Zeit wurde auch die Selsey Abbey gegründet. Im Jahre 1075 wurde durch Bischof Stigand der Bischofssitz von Selsey nach Chichester verlegt und der Titel in Bischof von Chichester geändert.
Das Bistum Selsey war dem Erzbistum Canterbury als Suffraganbistum unterstellt.
1969 wurde das Bistum Selsey als Titularbistum Selsea wiedererrichtet.